# Gustav von Schmoller (Ökonom)

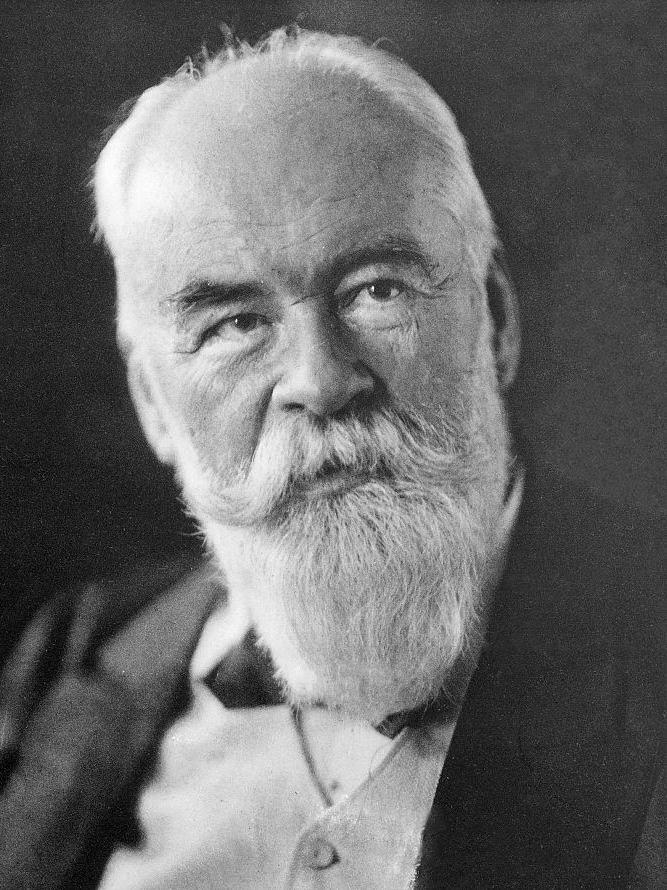
Gustav von Schmoller, Foto von Rudolf Dührkoop (1908)

Gustav Friedrich Schmoller, ab 1908 von Schmoller (* 24. Juni 1838 in Heilbronn; † 27. Juni 1917 in Bad Harzburg), war ein deutscher Ökonom, Historiker und Sozialwissenschaftler. Er gilt als Hauptvertreter der jüngeren Historischen Schule der Nationalökonomie.

## Leben

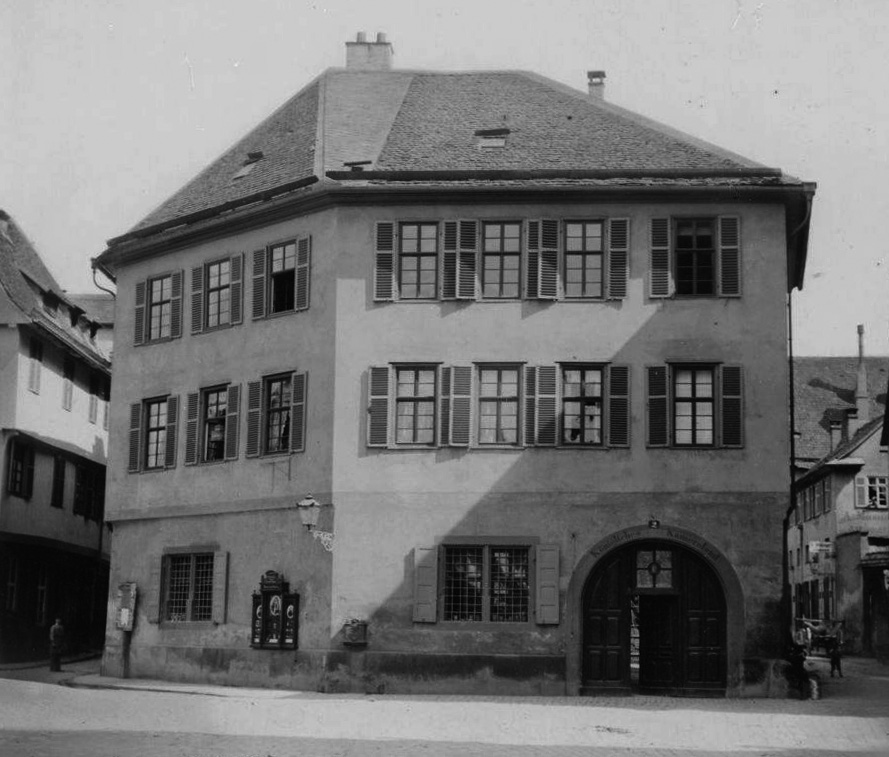
Schmollers Geburtshaus: das 1894 abgerissene Kameralamt Heilbronn

### Herkunft und Schulzeit
Gustav Schmoller wurde am 24. Juni 1838 in Heilbronn geboren. Sein Vater, Friedrich (von) Schmoller (1795–1865), war württembergischer Finanzrat und Kameralverwalter. Seine Mutter, Marie Therese Gärtner (1804–1846), Tochter des Calwer Arztes und Botanikers Karl Friedrich von Gärtner, starb, als er acht Jahre alt war, so dass sein Vater sowie sein Großvater Karl Friedrich von Gärtner seine wichtigsten Bezugspersonen in der Kindheit wurden.
Väterlicherseits entstammt Gustav Schmoller einer Beamtenfamilie, denn nicht nur der Vater, sondern auch schon der Großvater väterlicherseits, Johann Christian Ludwig (1753–1822), war württembergischer Kameralverwalter (in Hirsau). Die Herkunft der Familie Schmoller lässt sich laut Gustav Schmollers eigenen Angaben bis in das 15. Jahrhundert zurückverfolgen zu Christoph Schmoller, 1500 sesshaft in Neustadt/Saale sowie Oswald Schmoller, Pfarrer in Wittenberg, der 1538 dort von Martin Luther ordiniert wurde. Bekannter jüngerer Vorfahr war Johannes Schmoller (1607–1688), Kriegssekretär des Herzogs Bernhard von Sachsen-Weimar im Dreißigjährigen Krieg.
Mütterlicherseits führt die Herkunft von Gustav Schmoller in die Familie Gärtner, da sein Vater 1869 Marie Therese Gärtner, die Tochter des Calwer Arztes und Botanikers Karl Friedrich von Gärtner (1772–1850) geheiratet hatte. In dieser Familie aus der württembergischen Industrie- und Handelsstadt Calw waren Ärzte, Naturwissenschaftler, Apotheker und Musiker vertreten. So war der Vater von Karl Friedrich von Gärtner der Botaniker Joseph Gärtner (1732–1791) und dessen Vater war Hofmedikus des Herzogs von Württemberg.
Gustav Schmoller hatte acht Geschwister, von denen zwei Brüder frühzeitig (1841) verstarben, so dass er mit seinen fünf Geschwistern Marie, Luise, Emma, Georg und Ludwig aufwuchs. Seine älteste Schwester, Marie Schmoller (1824–1891), heiratete Gustav Rümelin (1815–1889), Professor für Statistik und vergleichende Staatenkunde an der Universität Tübingen, ab 1870 Kanzler der Universität Tübingen und zeitweilig Kultusminister in Württemberg. Seine Schwester Luise (1828–1855) heiratete 1851 den Organisten und Komponisten Otto Scherzer (1821–1886).
Da sein Vater zwar einen vergleichsweise schlichten Lebensstil pflegte, aber zusammen mit weiteren höhergestellten Persönlichkeiten der im Nachbarhaus tagenden Gräßle-Gesellschaft angehörte und in regem Austausch mit allerlei Honoratioren stand, war es für ihn von Anbeginn selbstverständlich, in diesen Kreisen zu verkehren. In Calw war das Haus des Großvaters der Mittelpunkt des geistigen Lebens der Stadt. Später wirkte insb. die Verwandtschaft mit Gustav Rümelin fördernd auf seine Entwicklung, da sich so für ihn Bekanntschaften mit zahlreichen Gelehrten und politisch relevanten Akteuren der damaligen Zeit erschlossen.

### Früher Werdegang und Familiengründung
Nach Vorschule und Gymnasium legte Gustav Schmoller 1856 in Stuttgart als Drittbester des ganzen Landes sein Abitur ab. Er selbst urteilte über seine Gymnasialzeit, dass er zwei Lehrern – dem Altphilologen Julius Rieckher (1819–1878) sowie dem Pädagogen Wilhelm Bernhard Mönnich (1799–1868) – zu verdanken hatte, dass er diese Gymnasialzeit nicht als verlorene Zeit ansah. Wegen seiner gefährdeten Gesundheit behielt ihn der Vater noch ein weiteres Jahr in seiner Kanzlei, wo er mit der praktischen Anwendung von Finanz- und Verwaltungsrecht vertraut wurde. 1856 bis 1857 hatte Schmoller zudem in der Kanzlei seines Vaters mitgearbeitet. Er begleitete ihn bei Domänenvisitationen und lernte auf dem Kameralamt die Bauherren und Handwerker der Stadt bzw. die Steuerzahler „[…] aus allen Kreisen kennen, mit denen man abzurechnen, denen Zahlungen zu leisten, oder deren Steuereinzahlungen man zu buchen hatte.“
Vor dem Hintergrund dieser praktischen Erfahrungen begann Gustav Schmoller zum Wintersemester 1857 das Studium der Kameralwissenschaft an der Universität Tübingen. Zu dieser Zeit lehrten dort Karl Schüz und Johann von Helferich in diesem Bereich, zu denen sich Gustav Schmoller in seinen Jugenderinnerungen als nicht sonderlich beeindruckt äußerte, da diese nicht wie Karl Knies, Bruno Hildebrand und Wilhelm Roscher die ökonomische Entwicklungsströmung vertraten, welche sich zu dieser Zeit als Historische Schule herausbildete. Allerdings ist sein erster wissenschaftlicher Erfolg mit der Tätigkeit von Karl Schüz als Staatswissenschaftler verbunden, denn dieser hatte 1859 eine Preisfrage gestellt, an der Gustav Schmoller mit der eingereichten Schrift Untersuchung der volkswirtschaftlichen Anschauungen zur Reformations-Periode teilnahm und für die er als Gewinner die Goldmedaille erhielt sowie ein Preisgeld. Mit diesem konnte er die Publikation dieser Schrift finanzieren, so dass diese 1860 in der Zeitschrift für die gesamte Staatswissenschaft erschien. 1861 wurde er mit dieser Arbeit an der Wirtschaftswissenschaftlichen Fakultät der Universität Tübingen bei Karl Schüz promoviert. In den letzten Semestern begann Gustav Schmoller neben der väterlichen Beamtentradition eine akademische Laufbahn in Angriff zu nehmen, erkennbar an seinem doppelläufigen Studienabschluss. Denn einerseits promovierte er im Bereich Staatswissenschaften und andererseits stellte er sich der höheren Finanzdienstprüfung. Mitte November 1861 war er dabei Jahrgangsbester und Prüfungsgebiete waren Nationalökonomie, Finanzwissenschaft, Finanzrecht und Rechnungswesen, Landwirtschaft, Forstwirtschaft, Maschinenlehre und Technologie, Staatsrecht, Privatrecht, Zivil- und Strafprozessrecht. 1861 verließ er so die Universität als Doktor und als Finanzreferendar, und während er die nächsten Stationen seiner Beamtenlaufbahn durchlief, überlegte er auch, sich als Privatdozent zu habilitieren.
Nach dem Abschluss des Studiums in Tübingen setzte Gustav Schmoller seine Ausbildung zum Finanzbeamten fort, indem er sein Referendariat ableistete. Den ersten Teil des Referendariats verbrachte er ab Herbst 1861 im väterlichen Kameralamt in Heilbronn, den anderen 1862 in Stuttgart am Statistisch-topographischen Bureau, in das erst ein Jahr zuvor sein Schwager Gustav von Rümelin nach seinem Rücktritt vom Kultusministerium als neuer Chef eingetreten war. In letzterem erlangte er umfangreiche Kenntnisse im Bereich der Statistik, war an der gewerbestatistischen Aufnahme in Württemberg von 1861 beteiligt und erarbeitete eine modernisierte Statistik, mittels derer Daten nicht nur erfasst, sondern analytisch ausgewertet wurden. Die Ergebnisse seiner bis 1862 erstellten neuen Gewerbestatistik versandte er vor allem auf regionaler, so an den wirtschaftspolitisch einflussreichen Ferdinand von Steinbeis (1807–1893) und den König von Württemberg.
Ebenso verfasste er 1862 die Schrift Der Französische Handelsweg und seine Gegner. Ein Wort der Verständigung von einem Süddeutschen. Mit dieser nahm er zugunsten des gerade abgeschlossenen, einen Eintritt Österreichs in den Deutschen Zollverein verhindernden, preußisch-französischen Handelsvertrages Stellung und setzte sich damit in scharfen Gegensatz zu den Auffassungen der süddeutschen, mit Österreich sympathisierenden Staaten. Mit dieser war damit allerdings die Aussicht auf eine württembergische Beamtenlaufbahn beendet, während Schmoller andererseits die Zustimmung seitens des preußischen Handelsministers Rudolf von Delbrück erfuhr.
Nach zwei Jahren des Reisens erreichte Schmoller im Frühjahr 1864 der Ruf nach Halle, wo er ein Jahr später als Inhaber eines Lehrstuhls die Nachfolge von Johann Friedrich Gottfried Eiselen antrat. Gleichzeitig übernahm Schmoller dort das Amt eines Stadtverordneten, um so den Einblick in das städtische Verfassungsleben zu erhalten.
In Halle lernte er Lucia Rathgen (1850–1928) kennen, die Tochter des Weimarischen Geheimen Rates Bernhard Rathgen und Enkelin von Barthold Georg Niebuhr. Aus der 1869 geschlossenen Ehe stammen ein Sohn, Ludwig von Schmoller (1872–1951), später Offizier und Vater des Diplomaten Gustav von Schmoller (1907–1991), und eine Tochter, Cornelia (Nelly) von Schmoller (1879–1932), die 1909 den Fotografen Ernst Sandau und nach der Scheidung 1916 Pierre Schrumpf-Pierron heiratete.

### Werdegang ab den 1860er Jahren
In der Hallenser Zeit widmete sich Gustav Schmoller einerseits der Situation der Arbeitenden, woraus die Artikelserie zur Arbeiterfrage entstand, die in den Preußischen Jahrbüchern 1864 und 1865 publiziert wurde. Andererseits intensivierte Gustav Schmoller das Studium zu den Entwicklungen in Industrie und Gewerbe. Im Ergebnis wurde schon früh seine Position sichtbar: Als Vertreter einer neuen ökonomischen als auch damit verbunden sozialpolitischen Richtung lehnte er eine einseitige Fokussierung auf die industriellen Interessen ab, wie dies seitens der Manchester-Liberalen seiner Zeit praktiziert wurde, und ebenso wandte er sich gegen die einseitige Fokussierung auf die Arbeitenden, wie dies seitens kommunistischer und sozialistischer Strömungen erfolgte. Stattdessen befasste er sich insb. in der zweiten Hälfte der 1860er Jahre intensiv mit dem Studium der ökonomischen Entwicklung in Abhängigkeit der geltenden Rahmenbedingungen, also der Verfassung, Verwaltung und Volkswirtschaft des preußischen Staates. In dieser Zeit entstand so seine erste große, statistisch fundierte Arbeit Geschichte der deutschen Kleingewerbe im 19. Jahrhundert (1870). In dieser fokussierte Gustav Schmoller in der damaligen Situation der Auseinandersetzungen zwischen Industrie und Arbeiterschaft und der damit einhergehenden Vermögensungleichverteilung in Deutschland auf den Mittelstand mit der Begründung:

„[…] noch ist die Ungleichheit des Besitzes nicht so groß, noch haben wir einen nicht unbedeutenden Mittelstand; aber kurzsichtig wäre es, zu verneinen, dass unsere gegenwärtige industrielle Entwicklung dazu neigt. Mit allen Mitteln ist deshalb der steigenden Vermögensungleichheit entgegenzuarbeiten, und eine der wichtigsten praktischen Fragen ist eben die möglichste Erhaltung des noch vorhandenen Handwerkerstandes.“

Damit nahm er eine zu Karl Marx als auch später Joseph A. Schumpeter divergierende Position ein, denn nach Karl Marx war die kleinbetriebliche Produktionsweise „[…] nur verträglich mit engen naturwüchsigen Schranken der Produktion und der Gesellschaft. Sie verewigen wollen hieße, […] 'die allgemeine Mittelmäßigkeit dekretieren'.“ Von Schumpeter, der in seinen frühen Werken noch die „schöpferische Zerstörung“ zur Entwicklung neuer Strukturen betonte, hieß es 1942 ähnlich: „Die vollkommen bürokratisierte industrielle Rieseneinheit verdrängt […] die kleine oder mittelgroße Firma und 'expropriiert' ihre Eigentümer.“
Gustav Schmoller hingegen erkannte und anerkannte die Bedeutung der kleinen und mittelgroßen Unternehmen als Fundament einer prosperierenden Volkswirtschaft und deren Förderung als Strategie zur Eindämmung zu großer Vermögensunterschiede. Ebenso lehnte er die Auffassung ab, dass allgemeine ökonomische Gesetze herrschen würden und daher der Prozess der Zerstörung des Mittelstandes unaufhaltsam wäre, sondern er verwies demgegenüber auf den engen Zusammenhang zwischen wirtschaftlicher Entwicklung und der jeweils geltenden Regelungspolitik.
Das Anliegen, der drohenden Vermögensungleichverteilung entgegenzuwirken, wird vor dem Hintergrund der Entwicklungen der damaligen Zeit verständlich. Denn in den 1860er Jahren fielen die letzten Zunftschranken in Deutschland und die Gewerbefreiheit wurde 1869 in der Gewerbeordnung des Norddeutschen Bundes verankert. 1871 mit der Gründung des Deutschen Reiches fielen ebenso Zollschranken und im Zuge der zu dieser Zeit liberalen Wirtschaftsverfassung kam es zu einem Wirtschaftsboom und dem daran anschließenden Gründerkrach, der von zahlreichen sozialen Verwerfungen begleitet wurde. Die Warnungen von Gustav Schmoller vor einer uneingeschränkten Gewerbefreiheit brachten ihm die Angriffe vom Kongress deutscher Volkswirte ein, in dem sich die Vertreter der liberalistischen Ausrichtung zusammengefunden hatten. Im Zuge der immer schärfer ausgetragenen Debatten um die drängenden Fragen dieser Zeit bezeichnete Adolph Wagner in seiner Rede Zur sozialen Frage am 12. Oktober 1871 in Berlin die herrschende Nationalökonomie als „Manchestertum“, was ihm retour durch den Publizisten Heinrich Bernhard Oppenheim die Betitelung „Kathedersozialist“ einbrachte – eine Bezeichnung, die dann als verunglimpfender Sammelbegriff für die Vertreter dieser Richtung genutzt wurde.
Vor diesem Hintergrund wird auch die Gründung des „Vereins für Socialpolitik“ 1873 verständlich, denn dieser Verein, in dem vor allem anfänglich ebenso wie im Kongress deutscher Volkswirte nicht nur Gelehrte, sondern ebenso auch Politiker, Wirtschaftsinteressenten und Publizisten vertreten waren, fungierte als die Institution, von der aus die politische Beeinflussung der Entwicklungen in der damaligen Zeit als „Sozialpolitik“ erfolgte – dies im bewussten Gegensatz zum Kongress deutscher Volkswirte. Die Idee zu diesem „Gegenkongress“ deutscher Nationalökonomen mit kathedersozialistischen Sympathien ging ursprünglich von dem Hamburger Journalisten Julius von Eckardt aus, der sie mit Adolph Wagner besprach und alsbald weitere prominente Kollegen für das Vorhaben begeistern konnte, darunter Bruno Hildebrand, Lujo Brentano, Gustav Schmoller und Gustav Schönberg. Am 13. Juli 1872 versammelte sich ein Teil dieses Kreises zusammen mit einigen gleichgesinnten Beamten, Abgeordneten und Journalisten zu einer Besprechung im Hause Schmollers in Halle, um Vorbereitungen für eine Konferenz zur sozialen Frage zu treffen; diese wiederum fand dann am 6.–7. Oktober 1872 in Eisenach statt. Das öffentliche Echo des Eisenacher Kongresses war unerwartet groß, sogar die preußische Regierung würdigte seine Ziele. Daraufhin erließ der Ausschuss des „Eisenacher Kongresses“ am 31. Mai 1873 einen Aufruf zur Gründung eines „Vereins für Socialpolitik“, der dann am 31. Oktober 1873 statuiert wurde und diesen Namen fortan trug. In diesem Verein, der sich (mit Unterbrechung in den Jahren 1936–1948) zum renommiertesten wissenschaftlichen Verein der deutschsprachigen Ökonomie entwickelte, war Gustav Schmoller 1890 bis 1917 Vorsitzender. In der Zeit ab 1872 erfolgte ausgehend von dem Verein für Socialpolitik ein starker Einfluss auf die Wirtschaftspolitik. Im gleichen Jahr erfolgte auch die Berufung Schmollers an die neu gegründete Kaiser-Wilhelms-Universität Straßburg.
1873 kam es dann zum so genannten Gründerkrach, womit der Einbruch der Finanzmärkte in Europa bezeichnet wird. Dieser Börsenkrach beendete die Gründerzeit im Sinne einer Phase nicht selten spekulativer Firmengründungen und bestätigten somit die Position von Gustav Schmoller, dass einer unkontrollierten Wirtschaftsentwicklung eine bewusste wirtschaftspolitisch initiierte entgegengesetzt werden muss. Diese Strategie weiter verfolgend – anhand von Statistiken und deren Auswertung im Kontext der jeweils angewendeten wirtschaftspolitischen Instrumentarien ökonomische Entwicklungen zu analysieren – entstand in dieser Zeit auch die wirtschaftshistorische Monographie Die Straßburger Tucher- und Weberzunft (1879).
Die Rolle der Medien für die Entwicklung fachlicher Diskurse richtig einschätzend, gründete Schmoller zudem 1876 die lange Zeit führende Reihe Staats- und sozialwissenschaftliche Forschungen. Schmollers Ruf nach einem ordnenden und sozialpolitisch tätigen Staat, die bei Fachkollegen und Politikern zunehmend Zustimmung fand, führte auch dazu, dass ihm 1881 die Herausgeberschaft des Jahrbuchs für Gesetzgebung, Verwaltung und Volkswirtschaft im Dt. Reich übertragen wurde, eine Zeitschrift, die dann ab 1913 als Schmollers Jahrbuch weitergeführt wurde und für Jahrzehnte ein zentrales Publikationsorgan der deutschen Nationalökonomie war. Seit 2017 wird sie mit dem Namen Journal of Contextual Economics weitergeführt und Schmollers Jahrbuch ist der Beiname der Zeitschrift.
Der Erfolg der von Gustav Schmoller vertretenen Positionen und deren Umsetzung als Wirtschaftspolitik in Deutschland führten auch dazu, dass er 1882 nach Berlin berufen wurde, wo er bis zu seiner Emeritierung 1913 blieb.

### Wirken ab 1882 in Berlin
In Berlin setzte Gustav Schmoller sein Wirken noch konzertierter um. So wurden ab der Gründung des Vereins für Socialpolitik ca. 120 Bände Schriften publiziert, meist Berichte und Gutachten verschiedener Autoren über denselben Gegenstand und darunter musterhafte Sammlungen wie z. B. die über das deutsche Handwerk, über das Hausierergewerbe, die ländlichen Arbeiter usw. Maßgeblich dafür war die Umstellung seiner Lehre an der Universität zu sogenannten Seminaren, die er schon an der Reichsuniversität Straßburg zusammen mit seinen Kollegen Georg Friedrich Knapp, Wilhelm Stieda und Wilhelm Lexis realisierte. Bei dieser neuen Unterrichtsform wurden Seminararbeiten verlangt, die neben den üblichen Sekundäranalysen insbesondere Dokumenten- oder Primäranalysen enthielten, die durch den Gang in die Archive oder Praxis erhoben wurden. Deren Ergebnisse gingen in die umfangreichen Analysen des Vereins für Socialpolitik ein.
1887 wurde Schmoller als ordentliches Mitglied in die Preußische Akademie der Wissenschaften aufgenommen und brachte in einer Edition der Acta Borussica eine großangelegte Quellensammlung zur preußischen Staats- und Wirtschaftsverwaltung heraus. Zu dieser Zeit begannen auch die Arbeiten an einem zusammenfassenden Grundriss der Volkswirtschaftslehre. Verleger und publizistische Konkurrenzunternehmen seiner Schüler drängten darauf, eine solche Arbeit in Angriff zu nehmen. 1900 erschien der erste Band Grundriß der allgemeinen Volkswirtschaftslehre, dem mehrere Neuauflagen folgten. 1904 erschien der zweite Band. Noch während der Bearbeitung des Werkes Charakterbilder (1913) entschied sich Gustav Schmoller für eine umfangreiche Überarbeitung seines Grundrisses, die er auch erfolgreich abschließen konnte.

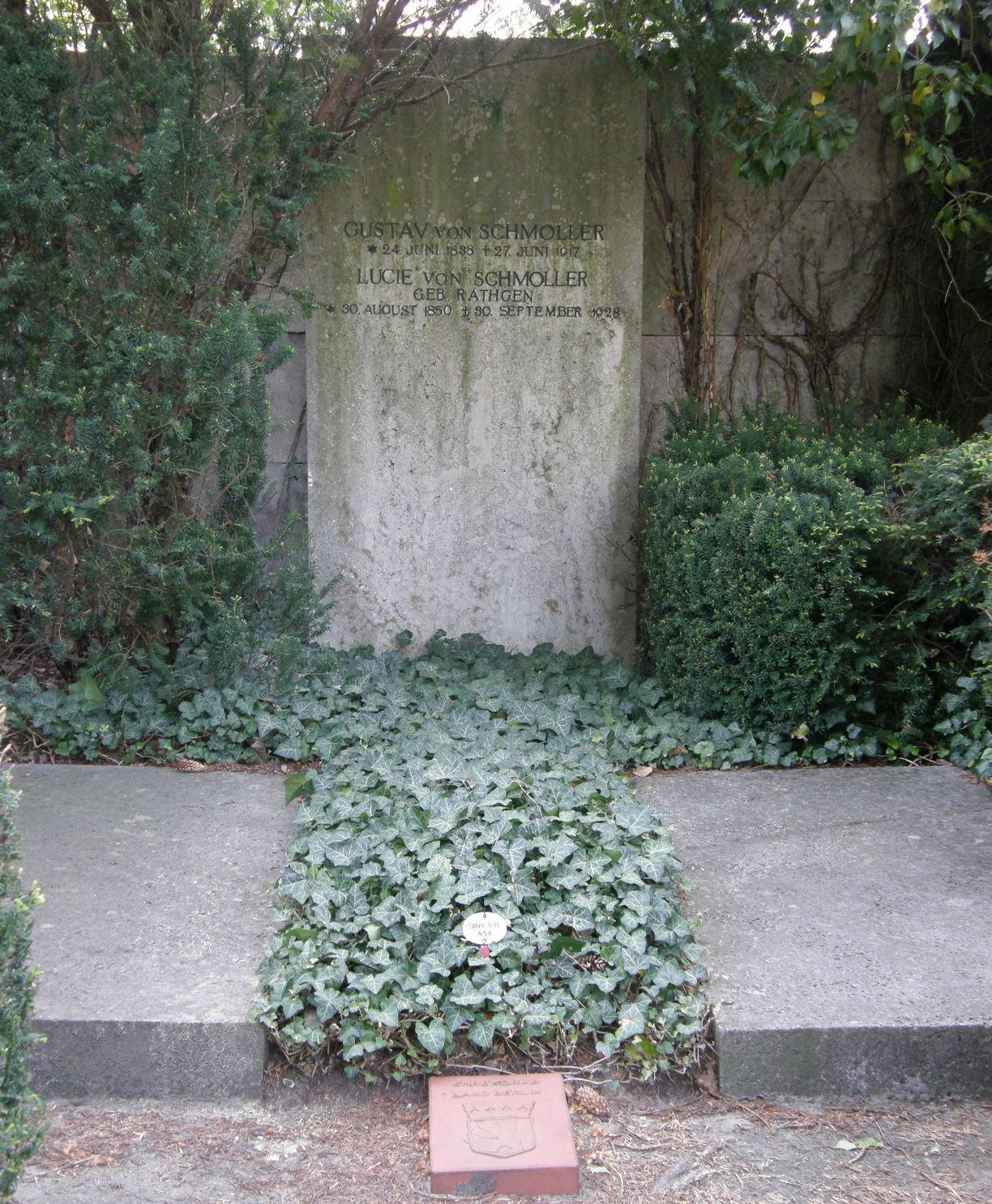
Das Grab von Gustav und Lucie von Schmoller auf dem Kaiser-Wilhelm-Gedächtnis-Friedhof in Berlin-Westend

1884 Mitglied des preußischen Staatsrates geworden, vertrat Schmoller nach seinem Rektorat 1897/98 die Berliner Universität im Herrenhaus und wurde im gleichen Jahr Mitglied der Friedensklasse des „Pour le Mérite“. Ehrendoktorwürden (1896 der Juristischen Fakultät Breslau, 1903 der Philosophischen Fakultät Heidelberg), Ordensauszeichnungen (so 1908 mit dem bayerischen Maximiliansorden für Wissenschaften) und zahlreiche Ernennungen zum korrespondierenden Mitglied ausländischer Akademien und Gesellschaften bezeugten den Respekt, den seine Person und seine wissenschaftliche Leistung im In- und Ausland genossen. Er war bis ins hohe Alter sowohl wissenschaftlich als auch politisch aktiv. So gehörte er auch 1914 zu den Unterzeichnern des Manifests der 93, in dem die Vorwürfe bestritten wurden, welche die Kriegsgegner gegen Deutschland erhoben.
Nach der Veröffentlichung seiner Charakterbilder 1912 verzichtete er auf „das ihm so teuere Lehramt“, um seine Zeit der Neubearbeitung des Grundrisses der allgemeinen Volkswirtschaft zu widmen. Hierbei nahm er zahlreiche Veränderungen und Zusätze in nahezu jedem Abschnitt vor. Der Druck des 1. Bandes begann nach seinem Tod im Frühjahr 1918, weshalb das Vorwort von seiner Frau Lucie Schmoller stammt.
Gustav von Schmoller starb, nur drei Tage nach seinem 79. Geburtstag, am 27. Juni 1917 auf einer Reise in Bad Harzburg. Sein Grab befindet sich auf dem Kaiser-Wilhelm-Gedächtnis-Friedhof in Berlin-Westend. Nach Beschädigung der Grabanlage während des Zweiten Weltkriegs ist diese nach 1945 wieder hergestellt worden. Schmoller ruht neben seiner Frau Lucia, geb. Rathgen (1850–1928). Auf Beschluss des Berliner Senats ist das Grab von Gustav von Schmoller (Grabstelle B 1 Gitter 3) seit 1956 als Ehrengrab des Landes Berlin ausgewiesen. Die Widmung dazu wurde im Jahr 2016 um die übliche Frist von zwanzig Jahren verlängert.
Ein Teil-Nachlass der Schriften und Zeugnisse von Gustav Schmollers befindet sich in der Universitätsbibliothek Tübingen.

## Einflüsse aus dem sozialen und wissenschaftlichem Umfeld
Einen wichtigen und prägenden Einfluss auf die Persönlichkeit des jungen Schmoller hatte sein Vater, in dessen Kanzlei er die Verwaltungsgeschäfte von Grund auf lernte. Ebenso hatte sein Schwager Gustav von Rümelin auf Gustav Schmoller Einfluss, hier insbesondere hinsichtlich der Erkenntnis, wie entscheidend die Analyse von Statistiken für ökonomische Erkenntnisse sind. Aber nicht nur zu seiner Zeit in Stuttgart im statistisch-topographischen Bureau, das sein Schwager Gustav von Rümelin leitete und in dem er als Referendar tätig war, hieß es von Gustav Schmoller: „[…] ohne seinen Einfluß wäre ich wohl nicht geworden, was ich bin.“ Denn ebenso adressierte er zum Einfluss von seinem Schwager Gustav von Rümelin dessen Aufforderung, zum Studium der Ökonomie ebenso eine umfassende philosophische Lektüre vorzunehmen.
Einen frühen prägenden Eindruck auf Schmollers Denken hatten die Forschungstätigkeiten seines Großvaters Karl Friedrich von Gärtner, zu denen er schon frühzeitig Einblicke bekam, da er auf dessen Anwesen als Jugendlicher viel Zeit verbrachte. So erinnerte sich Gustav Schmoller schon zu seiner Kindheit: „Sein Haus auf dem Markt in Calw mit seinem großen Gewächshaus und seinem Garten war das Ziel aller unserer Ferienreisen […].“
Karl Friedrich von Gärtner hatte zur Veränderlichkeit der Pflanzenarten geforscht und mit seinen Züchtungserfolgen die herkömmlichen, bis dahin als gültig angesehenen Auffassungen über die Artenkonstanz ad absurdum geführt. Die Auseinandersetzungen zu der Einsicht, dass die Vorstellung von einer unveränderbar vorgegebenen Natur aufzugeben war, wurden im damaligen so genannten Materialismusstreit 1854 auf der Jahresversammlung der Deutschen Naturforscher und Ärzte ausgetragen, die Gustav Schmoller als Sechzehnjähriger erlebte. Im damaligen Streit wandte sich sein Großvater Karl Friedrich von Gärtner gegen diese traditionelle Glaubensgewissheit einer unveränderbar vorgegebenen Natur, welche damals vor allem von Rudolph Wagner entschieden vertreten wurde. Mit dessen Sohn, dem Nationalökonomen und späteren Berliner Kollegen Adolph Wagner, sollte Schmoller diese wissenschaftstheoretischen Streitigkeiten ein Leben lang fortsetzen.
Ähnlich eindringlich geprägt war Gustav Schmoller durch den Philosophen William Whewell, der ab 1830 eine neue Wissenschaftstheorie entwickelte, in der ebenfalls die Aufgabe der Vorstellung von einer unveränderbaren vorgegebenen Natur zentral war und der über wissenschaftliche Gremien wiederum mit Karl Friedrich von Gärtner in Kontakt stand. Ebenso hob Whewell die Einsicht hervor, dass der Mensch nicht von absoluten Wahrheiten ausgehen kann, da er über sein Erkenntnisvermögen aktiv an diesen beteiligt ist: “Consequently, the mind is an active participant in our attempts to gain knowledge of the world […]” Diese Einsicht war schon in der ersten größeren Arbeit von Schmoller, seiner Promotion, leitend:

„Noch vor dreißig Jahren erfuhr es keinen Widerspruch, als Johann Baptist Say den Werth einer Geschichte der politischen Ökonomie mit den Worten läugnete: ‚Sie ist weiter nichts, als die Darstellung der mehr oder minder gelungenen, zu verschiedenen Zeiten und an verschiedenen Orten wiederholten Versuche, die Wahrheiten, woraus sie besteht, zu sammeln und festzustellen. […] Dieser Ausspruch war die einfache Folge der damaligen Ansicht von der absoluten Wahrheit der neueren nationalökonomischen Theorie, welche man, losgerissen von allem geschichtlichen Boden, von allen Bedingungen des Raumes, der Zeit und der Nationalität, als eine rein aus den Prinzipien des Verstandes gefolgerte Summe von Wahrheiten betrachtete‘.“

Methodisch-theoretisch hatte auch Karl Knies Schmoller beeinflusst, da dieser in seinem Lehrbuch Politische Ökonomie vom geschichtlichen Standpunkte (1853) methodisch er noch 1888 als gemeinsames Glaubensbekenntnis bezeichnete. Hierauf bezog er sich in seiner Dissertation beispielsweise folgendermaßen:

„So müssen wir die Nationalökonomie in die Reihe der sozialen Wissenschaften stellen, welche sich von den Bedingungen des Raumes, der Zeit und der Nationalität nicht trennen lassen, deren Begründung wir nicht allein, aber vorzugsweise in der Geschichte suchen müssen. Wir stimmen Knies bei, wenn er von der politischen Oekonomie verlangt, ‚dass sie in dem geschichtlichen Leben den Fond ihrer Argumentationen suchen, ihren Resultaten den Charakter geschichtlicher Lösungen beilegen muss; dass auch die ‚allgemeinen Gesetze‘ in dem allgemeinen Theile der Nationalökonomie nicht anders denn als eine geschichtliche Explication und fortschreitende Manifestation der Wahrheit sich darstellen, auf jeder Stufe nur als die Verallgemeinerung der bis zu einem bestimmten Punkte der Entwicklung erkannten Wahrheiten dastehen, und weder der Summe, noch der Formulierung nach für absolut geschlossen erklärt werden können‘.“

Damit war Schmollers Vorstellung zu Wissenschaftlichkeit eine grundsätzlich andere als jene, die von den Ökonomen der zu seinen Lebzeiten aufstrebenden Neoklassik vertreten wurde, die von „allgemeinen Gesetzen“ in der Ökonomie analog der Naturwissenschaften vertraten und zu deren exponiertesten Vertretern Carl Menger gehörte, mit dem Schmoller die Debatte darum im so genannten Methodenstreit austrug.

## Wirkungsgeschichte
Die Wirkungsgeschichte von Gustav Schmoller als einem der einflussreichsten Ökonomen seiner Zeit betrifft zum einen seine wirtschaftspolitischen Positionen. Mit diesen, die er ab den 1860er Jahren in zahlreichen Aufsätzen und Vorträgen vertrat, wurde Gustav Schmoller einerseits als Kathedersozialist verunglimpft. Andererseits wurde er als ein Verfechter sozialer Gerechtigkeit und der bestehenden Ordnung geachtet. Seine sozialpolitischen Forderungen trugen ihm so Ablehnung wie auch Zustimmung ein: Heinrich von Treitschke (1875) sah in ihm einen „Gönner des Sozialismus“; Bismarck versicherte ihm 1875 bei einem Besuch der Straßburger Universität, selbst ein Kathedersozialist zu sein. Für Schmoller stand fest, dass sozialer Fortschritt und eine gerechtere Verteilung erreicht werden könne – auch ohne sozialistische Revolution. Eine Besinnung auf ethisch-historisch-philosophische Grundlagen erschien Schmoller und seinen Anhängern, anders als seinen Kritikern, dabei evident.
Diese Grundposition wurde zu seiner Zeit aber zunehmend kritisiert. So wurde er zur zentralen Person zu den dazu geführten Debatten – dem Methodenstreit und dem Werturteilsstreit. In beiden wandte sich Gustav Schmoller gegen die Auffassung, dass in der Ökonomie wie in den Naturwissenschaften objektive Gesetze herrschen würden. Diese Debatte trug er im Methodenstreit insbesondere mit Carl Menger aus, der genau diese Auffassung vertrat: In der Ökonomie gäbe es allgemein gültige Gesetze und diese zu erforschen sei Aufgabe der „exakten“ bzw. deduktiven Methode, während es bei der „historisch empirischen“ Methode um ein induktives Vorgehen und (nur) um die konkreten Erscheinungen ginge. Aus dieser Perspektive sah Carl Menger das Vorgehen von Gustav Schmoller mit dem Insistieren auf die „konkreten Erscheinungen“ nicht als ein „ökonomietheoretisches“ an und da Schmoller diese Theorieauffassung ablehnte, waren er und die Vertreter, die sein Vorgehen teilten, für ihn daher nur Historiker, und er monierte: „Wie fremde Eroberer haben die Historiker den Boden unserer Wissenschaft betreten, um uns ihre Sprache und ihre Gewohnheiten – ihre Terminologie und ihre Methodik – aufzudrängen […]“. Die Zuschreibung „Historische Schule“ verdankt sich letztlich dieser Perspektive.
Für Gustav Schmoller hingegen war der Glaube an objektive Gesetze in den Sozialwissenschaften eine genauso überholte Auffassung wie die an den Glauben an eine „objektiv gegebene Natur“, welche er schon als Jugendlicher im Materialismusstreit, den sein Großvater austrug, kennengelernt hatte. Daher insistierte Gustav Schmoller auch auf Wilhelm Dilthey, der sich vor den „[…] Trümmern der Philosophie […]“ sah, nachdem die „[…] Systeme der Methaphysik […] gefallen […]“ waren und der daher eine Philosophie zu begründen suchte, in der es um die Neubegründung der Geisteswissenschaften ging. In der Rezension von Gustav Schmoller zu der Publikation von Wilhelm Dilthey, in der er ebenso Carl Menger rezensierte und die dann der Auslöser für den Methodenstreit wurde, beglückwünschte Schmoller Dilthey für dessen Weitsicht und den eingeschlagenen Weg, eine Verstehens-Methode zu begründen, da mit diesem die alten „metaphysischen Lehren“ und ebenso „aprioristischen Lösungen“ überwunden werden könnten. Gleichzeitig sprach er in dieser Rezension Carl Menger das notwendige philosophische Verständnis für diese methodische Auseinandersetzungen ab, da er sein Denken „[…] ausschließlich an Mills wissenschaftlicher Logik geschult und ausschließlich an die ältere abstrakte Dogmatik der Nationalökonomie angelehnt […]“ sah. Insbesondere wandte sich Gustav Schmoller gegen das Vorgehen, die Grenzwertberechnung der Infinitesimalrechnung in die Ökonomie als Grenznutzenberechnung zu übertragen und entlang dieser ökonomische Entwicklung analysieren zu können, wie dies in der damals aufkommenden Grenznutzenlehre etabliert wurde:

„Wir sind nicht so prätentiös, das Komplizierteste, das es gibt, aus einem einzigen Element erklären zu wollen, bloß um 'exakt', d. h. deduktiv zu bleiben. Wir glauben nicht, dadurch auf dem Boden der Wirtschaftstheorie zu bleiben, daß wir von einer ebenfalls psychologischen, aber unhaltbaren Hypothese ausgehen, sondern verlangen die Prüfung aller wesentlichen Ursachen der wirtschaftlichen Erscheinungen. Und nur soweit wir sie glauben gefunden zu haben, wagen wir wieder deduktiv von da aus zu schließen. Das ist nicht eine Form "der Vielseitigkeit, welche der deutschen Wissenschaft wohl besser erspart geblieben wäre", sondern es ist das wissenschaftliche Verfahren, das uns nach meiner bescheidenen Ansicht allein weiter bringt.“

In seinen Anmerkungen im Nachgang der Auseinandersetzungen im sogenannten „Werturteilsstreit“ nahm Gustav Schmoller noch einmal dezidiert Stellung zu beiden Streitfragen. Zum methodischen Herangehen, von angeblich feststehenden und objektiv gegebenen Ausgangsannahmen oder Axiomen auszugehen, um damit letztlich eine „[…] Einbeziehung der Volkswirtschaftslehre in die Naturwissenschaft […]“ zu betreiben, kritisierte Schmoller die Widersprüchlichkeit solchen Herangehens. Denn im Kern wolle eine solche Ökonomie „[…] das Wirtschaftsleben ohne den Einfluß der Staatsgewalt, der staatlichen und rechtlichen Institutionen sich vorstellen. Sie operiert mit einer abstrakten vom Staat losgelösten Sozialwirtschaft, nimmt aber dabei als Voraussetzung neben dem abstrakten sog. Wirtschaftsmenschen eine fiktive Rechtsverfassung, d. h. absolute wirtschaftliche Freiheit, unbedingt freie Konkurrenz an.“
Zur Forderung nach „Wertefreiheit“ in den Wissenschaften erinnerte er daran, dass es Max Weber selber war, der auf das Vorhandensein von existierenden Werten in den verschiedenen Gesellschaften abzielte und ihre Analyse forderte, worauf auch seine Arbeit zum „Geist des Kapitalismus“ fußt. Als Forderung, dass sich Wissenschaftler Werturteilen zu entziehen haben, weil es subjektive Urteile sind, resümierte Schmoller zur Problematik der „Wertefreiheit“, dass dieses Problem nicht lösbar sei, indem man dabei in ein Sein und ein Sollen zu unterscheiden versucht, denn – so Schmoller mit prozessualer Sicht – „[…] je mehr der Forscher das Werden der Vergangenheit und der Gegenwart begriffen hat, desto fähiger ist er auch, über die Zukunft und das Sollen etwas zu sagen.“
Ebenso wies er im besagten Aufsatz das Ansinnen zurück, bei der Unterscheidung in Natur- und Gesellschaftswissenschaft so weit zu gehen, hier getrennte Bereiche zu postulieren, denn in der Volkswirtschaftslehre besteht die Herausforderung darin, „[…] notwendig die Gesamtheit der natürlichen und geistigen Ursachen in Betracht zu ziehen.“ Er verwarf diese Trennung ebenso hinsichtlich dem methodischen Vorgehen, da sowohl ein deduktives als auch induktives Vorgehen in der Ökonomie notwendig ist. In diesem Zusammenhang verwies er mit Nachdrücklichkeit darauf, dass es in der Ökonomie um das Auffinden der dort bestehenden „Kausalzusammenhänge“ geht. Hier ging er sogar davon aus: „[…] je mehr unsere Wissenschaft voranschritt, desto mehr wurde die Kausaluntersuchung der Kern aller nationalökonomischen Forschung.“
Gustav Schmoller hatte die zu seiner Zeit passierende Entwicklung im Bereich der Volkswirtschaftslehre klar gesehen, wenn er dazu resümiert: „Der bei den Amerikanern, teilweise auch bei den Engländern angenommene Begriff ‚Economics‘ […] wird von den abstrakt deduktiven Theoretikern bevorzugt, welche nur den Mechanismus der Wertbildung und der Güterverteilung im Auge haben. Er scheint mir noch wesentlich unzweckmäßiger, weil er gleichsam auch die handelnden Menschen, die Gesellschaft, die soziale Seite des wirtschaftlichen Prozesses ausscheiden will, indem er die Wirtschaft als bloßen Güterprozeß zur Bezeichnung verwendet.“
Mit Blick auf die aktuellen Debatten um die Ausrichtung der Ökonomik, die vor allem nach der Finanzkrise zunahmen und in denen insbesondere die einseitige Verwendung mathematisch-reduktionistischer Modelle kritisiert wird sowie eine einseitige Ausrichtung auf Marktprozesse, wie dies z. B. vom Netzwerk Plurale Ökonomik erfolgt, sind die Auffassungen von Gustav Schmoller bemerkenswert aktuell.
Gleichzeitig hatte Schmoller zu den Faktoren der „[…] Einfluß der Staatsgewalt, der staatlichen und rechtlichen Institutionen […]“ usw., die in eine ökonomische Analyse einzubeziehen sind, eine solch enge und einflussreiche Stellung, dass auch aus diesem Grunde die Historische Schule nach dem Zweiten Weltkrieg zunehmend diskreditiert war. Aber insbesondere mit der Durchsetzung der Grenznutzenschule in der Ökonomie und der auf ihr aufbauenden Neoklassik wurden die Positionen von Gustav Schmoller als überholt angesehen.
Letztere Position ist zu Gustav Schmoller und der Historischen Schule insgesamt die bis heute überwiegende. Der zentrale Vorwurf lautet hier, die Vertreter der Historischen Schule hätten den wissenschaftlichen Niedergang der deutschen Ökonomie zu verantworten und erst nach 1945 wäre der „[…] lange, schmerzliche Übergangsprozess […]“ hin zur Konsolidierung einer nun „wissenschaftlichen“ Entwicklung vollbracht worden. Als Kernursache dafür wurde das Argument angeführt, das Gustav Schmoller zeitlebens bestritt – dass in der Ökonomie analog der Naturwissenschaften objektive Gesetze herrschen würden, die es zu analysieren gelte. So wird bezeichnenderweise bei der Kernkritik an der Historischen Schule genau davon ausgegangen, dass das Scheitern der Historischen Schule darin begründet sei, dass es ihr „[…] nicht gelang, ein stabiles theoretisches Gerüst zu schaffen, das sie von gesellschaftlichen Wandlungsprozessen unabhängig gemacht hätte.“
Allerdings kollidiert diese Sicht, nach der die Ökonomie der Historischen Schule eine „Wissenschaft der Außenseiter“ gewesen wäre, mit dem Konstatieren der Wirkmächtigkeit der Vertreter dieser Schule und hier insbesondere mit der von Gustav Schmoller als einer der einflussreichsten deutschen Ökonomen – ein Paradoxon, dass der Ökonom Jürgen G. Backhaus „Verdoppelung“ der Person Schmoller nannte.
Zu den Ökonomen, die als „Schüler“ von Gustav Schmoller gelten und nach dessen Tod 1917 die Entwicklung der deutschsprachigen Ökonomie beeinflussten, gehörten u. a. Arthur Spiethoff, der sich ab den 1920er Jahren verstärkt der Konjunkturforschung widmete und Carl Brinkmann, der sich in den 1930er Jahren für eine sozioökonomische Synthese starkmachte und sich auch nach 1945 für eine Wiederbelebung historischer Inhalte in der Ökonomie einsetzte.
Schmoller gehörte zu den ersten deutschen Professoren, die Frauen zu einem Universitätsstudium ermutigten. Zu seinen Studentinnen zählt die Sozialökonomin Elisabeth Gnauck-Kühne.

## Auszeichnungen
Am 22. Oktober 1908 wurde Schmoller in den erblichen preußischen Adelsstand erhoben.

## Jüngste Kritik
Das Standardlehrbuch Grundriß der Allgemeinen Volkswirtschaftslehre von Gustav Schmoller, 1900 publiziert, beinhaltet im Ersten Buch ab S. 139 den Abschnitt Die verschiedenen Rassen und Völker und das Princip der Vererbung. In diesem beschrieb er auf neunzehn Seiten mit Bezug auf die damals als gültig angesehenen Erkenntnisse über diverse Persönlichkeitsmerkmale eine hierarchische Ordnung von „Rassen“, die er als eine Grundlage der Ökonomik vorstellte, da diese zu den „äußeren Naturverhältnissen“ gehören würden.
Aus diesem Grund hat der Verein für Socialpolitik, der für herausragende Verdienste um den Verein die Gustav-Schmoller-Medaille vergibt, die Verleihung der Medaille von Juni 2021 bis Mai 2026 ausgesetzt und beschlossen, in dieser Zeit die Thematik des relevanten Abschnitts von Schmollers Buch bei den kommenden Jahrestagungen zu diskutieren. Zudem wurde ein Gutachten in Auftrag gegeben, welches von Erik Grimmer-Solem (Wesleyan University, Middletown, USA) erstellt wurde.
Von Georg Weizsäcker, der bis 2022 Präsident des Vereins für Socialpolitik war, hieß es nach Vorlage des Gutachtens:
- „Gustav Schmoller, langjähriger Vorsitzender des Vereins für Socialpolitik, dem Fachverband deutschsprachiger Ökonominnen und Ökonomen, hat einen Fehler gemacht. Er fügte seinem im Jahr 1900 erschienenen ‚Grundriß der Allgemeinen Volkswirtschaftslehre‘ einen langen Abschnitt zu ‚Rassen und Völkern‘ bei und beschrieb darin eine hierarchische Ordnung von ‚Rassen‘. Er führte dies auf 20 Seiten aus, mit angeblichen Erkenntnissen über diverse Persönlichkeitsmerkmale.“

- „Um eines müssen wir nicht lang herumreden: Schmollers Äußerungen im beschriebenen Abschnitt sind rassistisch. Sie sind heute falsch, und sie waren damals falsch. Sie widersprechen den Werten und Erkenntnissen, auf denen die ökonomische Wissenschaft steht. Sie sind außerdem nicht gut recherchiert. Schmoller hätte trotz der damals noch weniger entwickelten empirischen Methoden wissen müssen, dass er Spekulationen und Vorurteile zu Papier bringt. Er gab ihnen stattdessen den Anstrich der wissenschaftlichen Erkenntnis. Dass Schmoller das an zentraler Position in sein Lehrbuch aufnahm, ist ebenfalls relevant. Die Äußerungen waren wohlüberlegt, sollten Wirkung haben und hatten es mutmaßlich auch. Schmoller war ein angesehener Gelehrter, ein Influencer der alten Schule: Seine Schriften wurden weit verbreitet, und er hatte persönlichen Zugang zu mächtigen Personen.“

- „Schmoller war eigentlich als ein gewinnender Mitmensch und als progressiver, weltoffener Wissenschaftler bekannt. Wie passt das zusammen? Eines der vorliegenden Gutachten, verfasst von Erik Grimmer-Solem, legt eine ideengeschichtlich einleuchtende Motivationslage dar: Schmoller stellte seinem Buch eine ethisch-moralische, ganzheitliche und evolutorische Beschreibung der Kulturen der Welt voran, weil er unzufrieden war mit dem zunehmend engen Bild des ökonomisch handelnden Menschen. Berücksichtigt man außerdem Schmollers sonstiges Wirken, kommt man leicht zur Vermutung, dass Schmoller seine Äußerungen alles andere als aggressiv meinte. Er war ein konstruktiv argumentierender Politökonom. Er vertrat hinsichtlich sozioökonomisch schwächerer Gruppen vielfach solche Positionen, die auf die Ermöglichung wirtschaftlicher Teilhabe abzielten. Gegenüber Nationen und Wirtschaftssystemen ferner Länder brachte er ein bemerkenswertes Interesse auf. Er förderte zudem nicht nur die Beteiligung von Frauen, sondern auch von Nichtweißen am wissenschaftlichen Leben in Deutschland. Sollte der fragliche Abschnitt dann nicht unproblematisch sein? Stellen die Diskussionen nur ein Flackern des Zeitgeists der politischen Korrektheit dar, also einen Fall der sogenannten Cancel Culture? Die Antwort ist nein. Die Sachlage zu Schmollers Äußerungen ist relativ eindeutig, und wir prüfen ihre Einordnung in Ruhe – das Gegenteil von Cancel Culture.“

Zu einem ähnlichen Schluss kam der Wirtschaftsredakteur Nikolaus Piper: „Trotzdem ist es fraglich, ob eine symbolische Säuberungsaktion gegen Schmoller heute noch sinnvoll wäre. Was wäre dann mit Schmollers Grab auf dem Kaiser-Friedrich-Gedächtnis-Friedhof in Berlin-Charlottenburg? Durch Beschluss des Berliner Senats hat es den Rang einer ‚Ehrengrabstätte‘. Und was ist mit den vielen Schmollerstraßen in Deutschland? Cancel Culture ist wahrscheinlich keine Lösung.“
Allerdings kritisiert Piper Schmoller auch sehr direkt:
- „Die ‚Kathedersozialisten‘, wie man sie auch nannte, lehnten die Gedanken von Adam Smith und dessen Nachfolgern als ‚Manchesterliberalismus‘ ab.“

- „Wer nach bösartigen Zitaten in Sachen Rassismus sucht, der wird bei Schmoller schnell fündig.“
- „Auch andere Ökonomen haben schon dummes Zeug geschrieben. Aber es ist vermutlich kein Zufall, dass solch schriller Rassismus von Vertretern der Historischen Schule stammt (sie spielt heute keine Rolle mehr) und nicht von Wissenschaftlern, die in der Tradition der klassischen oder neoklassischen Ökonomie stehen.“[61]

- „Das Problem liegt darin, dass es von dem Gründervater einige sehr hässliche Zitate in Sachen Rassismus und Antisemitismus gibt.“
- „Viel wichtiger wäre es, sich mit dem Erbe der Historischen Schule zu befassen – nicht unter Ökonomen, sondern in der breiteren gebildeten Bevölkerung, wo ein gefährlicher Antikapitalismus ganz im Sinne von Schmoller und Sombart als modern gilt.“[62]

Zu diesem Fazit kam auch der Gutachter Erik Grimmer-Solem und stellte in seinem Gutachten heraus, wie sehr damals diese Ansichten verbreitet waren. Dabei nannte er u. a. Herbert Spencer, Francis Galton, Alfred Ploetz und Moritz Wagner als Vertreter, auf die sich Gustav Schmoller bezog, und ebenso nannte er Max Weber als Beispiel für diejenigen Vertreter, die damals solch Ansichten vertraten:

“How did Schmollers view on ‘races and peoples’ compare with some of his German scholarly contemporaries? Max Weber’s inaugural public lecture on assuming a chair in political economy at the University of Freiburg in 1895 revealed a deeply hostile and dismissively racist view of the Poles, the centrality of ‘racial differences’ (Rassendifferenzen) in economic struggles, and an uncompromising Social Darwinian nationalist worldview.”

In der Empfehlung zur weiteren Vergabe der Schmoller-Medaille durch den VfS vom 11. Mai 2021 hieß es ebenso, dass es notwendig sei, sich intensiver der „[…]Entstehung des VfS 1872 und der Beschäftigung mit seinen Gründern […]“ zu widmen und ebenfalls konstatierten sie, dass nach wie vor keine Biographie von Gustav Schmoller vorliege und dies daher ein „Forschungsdesiderat“ sei.

## Werke (Auswahl)

### Monographien
- Zur Geschichte der nationalökonomischen Ansichten in Deutschland während der Reformationsperiode, Dissertation, Universität Tübingen; Abdruck in: Zeitschrift für die gesamte Staatswissenschaft, Bd. 16, Heft 3/4, S. 461–716, 1860.
- Der französische Handelsvertrag und seine Gegner, Sauerländer’s Verlag, Frankfurt am Main, 1862.
- Zur Geschichte der deutschen Kleingewerbe im 19. Jahrhundert. Statistische und nationalökonomische Untersuchungen, Halle: Verlag der Buchhandlung des Waisenhauses, 1870.
- Über die Resultate der Bevölkerungs- und Moral-Statistik, Berlin: Lüderitz’sche Verlagsbuchhandlung, 1871.
- Straßburgs Blüte und die volkswirtschaftliche Revolution im 13. Jahrhundert, Strassburg: Verlag Karl J. Trübner, 1875.
- Über einige Grundfragen des Rechts und der Volkswirtschaft. Ein offenes Sendschreiben an Herrn Professor Dr. Heinrich von Treitschke, Jena: Druck und Verlag von Friedrich Mauke, 1875.
- Die Straßburger Tucher- und Weberzunft. Ein Beitrag zur Geschichte der deutschen Weberei und des deutschen Gewerberechts vom 13. bis 17. Jahrhundert. Strassburg: Verlag Karl J. Trübner, 1879.
- Zur Literaturgeschichte der Staats- und Sozialwissenschaften, Leipzig: Verlag Duncker & Humblot, 1888.
- Zur Social- und Gewerbepolitik der Gegenwart, Leipzig: Verlag Duncker & Humblot, 1890.
- Die Volkswirtschaft, die Volkswirtschaftslehre und ihre Methode, Frankfurt am Main: Verlag Vittorio Klostermann, 1893.
- (mit Otto Krauske): Die Behördenorganisation und die allgemeine Staatsverwaltung Preußens im 18. Jahrhundert, Band 1, Berlin: Paul Parey Verlag, 1894.
- (mit Otto Krauske und Victor Loewe): Die Behördenorganisation und die allgemeine Staatsverwaltung Preußens im 18. Jahrhundert, Band 2, Berlin: Paul Parey Verlag, 1898.
- Das politische Testament Friedrich Wilhelms I von 1722, Berlin: Becker, 1896.
- Das preußische Handels- und Zollgesetz vom 26. Mai 1818 im Zusammenhang mit der Geschichte der Zeit, ihrer Kämpfe und Ideen, Berlin: Druck von W. Büxenstein, 1898.
- Über einige Grundfragen der Socialpolitik und der Volkswirtschaftslehre, Leipzig: Verlag Duncker & Humblot, 1918 [1898].
- Umrisse und Untersuchungen zur Verfassungs-, Verwaltungs- und Wirtschaftsgeschichte besonders des preußischen Staates im 17. und 18. Jahrhundert, Leipzig: Verlag Duncker & Humblot, 1898.
- (zusammen mit Max Lenz und Erich Marcks): Zu Bismarcks Gedächtnis, Leipzig: Verlag Duncker & Humblot, (3. Aufl.), 1899.
- Grundriß der allgemeinen Volkswirtschaftslehre, Band 1, Leipzig: Verlag Duncker & Humblot, 1900.
- Einige prinzipielle Erörterungen über Wert und Preis, Berlin: Verlag Georg Reimer, 1901.
- Über das Maschinenzeitalter in seinem Zusammenhang mit dem Volkswohlstand und der sozialen Verfassung der Volkswirtschaft, Berlin: Verlag von Julius Springer, 1903.
- Grundriß der allgemeinen Volkswirtschaftslehre, Band 2, Leipzig: Verlag Duncker & Humblot, 1904.
- Charakterbilder, München/Leipzig: Verlag Duncker & Humblot, 1913.
- Die soziale Frage – Klassenbildung, Arbeiterfrage, Klassenkampf, München/Leipzig: Verlag Duncker & Humblot, 1918.
- Meine Heilbronner Jugendjahre, Erstabdruck in: Von schwäbischer Scholle. Kalender für schwäbische Literatur und Kunst. Heilbronn, S. 53–61, 1918; Wiederabdruck in: Heinz Rieter: Gustav von Schmollers Erinnerungen an seine Jugendzeit in Heilbronn, in: Christhard Schrenk, Peter Wanner (Hrsg.): heilbronnica 4, Beiträge zur Stadt- und Regionalgeschichte, Heilbronn: Stadtarchiv, 2008.
- Zwanzig Jahre deutscher Politik (1897–1917), München/Leipzig: Verlag Duncker & Humblot, 1920.
- Preußische Verfassungs-, Verwaltungs- und Finanzgeschichte, Berlin: Verlag der täglichen Rundschau, 1921.
- Deutsches Städtewesen in älterer Zeit, Bonn und Leipzig: Verlag Kurt Schroeder, 1922.

### Aufsätze
- Zur Geschichte der nationalökonomischen Ansichten in Deutschland während der Reformationsperiode. In: Zeitschrift für die gesamte Staatswissenschaft, Bd. 16, Heft 3/4, S. 461–716, 1860.
- Die Lehre vom Einkommen in ihrem Zusammenhang mit den Grundprinzipien der Steuerlehre. In: Zeitschrift für die gesamte Staatswissenschaft, 19 (1/2), S. 1–86, 1863.
- Systematische Darstellung des Ergebnisses dieser Gewerbeaufnahme, zu: Die Ergebnisse der zu Zollzwecken im Jahre 1861 in Württemberg stattgehabten Gewerbeaufnahme (S. 1–160), in: Württembergische Jahrbücher für vaterländische Geschichte, Geographie, Statistik und Topographie, Jahrgang 1862, Heft 2, S. 161–196, 1863.
- Die Arbeiterfrage. Artikelserie I–III. In: Preußische Jahrbücher, Artikel I: Band 14, S. 393–424, 1864; Artikel II: Band 14, S. 523–547, 1864; Artikel III: Band 15, S. 32–62, 1865.
- Ethische und ästhetische Kultur, in: Preußische Jahrbücher, Band 16, S. 427–465, 1865.
- Johann Gottlieb Fichte: Eine Studie aus dem Gebiete der Ethik und der Nationalökonomie, in: Jahrbücher für Nationalökonomie und Statistik, Band 5, S. 1–61, 1865.
- Nationalökonomische und socialpolitische Rückblicke auf Nordamerika, in: Preußische Jahrbücher, 1ter Artikel: S. 38–75; 2ter Artikel: S. 153–192; 3ter Artikel: S. 519–547; 4ter Artikel: S. 587–611, 1866.
- Die ländliche Arbeiterfrage mit besonderer Rücksicht auf die norddeutschen Verhältnisse, in: Zeitschrift für die gesamte Staatswissenschaft, Band 22, S. 171–233, 1866.
- Lorenz Stein, in: Preussische Jahrbücher, Band 19, S. 245–270, 1867.
- Statistische Untersuchungen zur Geschichte der deutschen Kleingewerbe im 19. Jahrhundert, in: Der Arbeiterfreund (Zeitschrift des Centralvereins in Preußen für das Wohl der arbeitenden Klassen), Band 7, 1ter Artikel: S. 1–81; 2ter Artikel: S. 137–186; 3ter Artikel: S. 265–320, 1869.
- Die innere Verwaltung des preußischen Staates unter Friedrich Wilhelm I., in: Preußische Jahrbücher, Band 25, 1ter Artikel: S. 575–590, 1870.
- Die innere Verwaltung des preußischen Staates unter Friedrich Wilhelm I., in: Preußische Jahrbücher, Band 26, 2ter Artikel: S. 1–16, 1870.
- Der preußischen Beamtenstand unter Friedrich Wilhelm I., in: Preußische Jahrbücher, Band 26, 1ter Artikel: S. 148–171; 2ter Artikel: S. 253–270; 3ter Artikel: S. 538–555, 1870.
- Die historische Entwicklung des Fleischconsums, sowie der Vieh- und Fleischpreise in Deutschland, in: Zeitschrift für die gesamte Staatswissenschaft, Band 27, S. 284–362, 1871.
- Rezension zu: Carl Mengers Grundsätze der Volkswirtschaftslehre, in: Literarisches Zentralblatt für Deutschland, Nr. 5 vom 1. Februar 1873, S. 142–143, 1873.
- Die soziale Frage und der Preußische Staat, in: Preußische Jahrbücher, Band 33, S. 323–342, 1874.
- Offenes Sendschreiben an Herrn Professor Dr. Heinrich von Treitschke über einige Grundfragen des Rechts und der Volkswirtschaft, Teil 1, in: Jahrbuch für Nationalökonomie und Statistik, Band 23, S. 225–349, 1874.
- Offenes Sendschreiben an Herrn Professor Dr. Heinrich von Treitschke über einige Grundfragen des Rechts und der Volkswirtschaft, Teil 2, in: Jahrbuch für Nationalökonomie und Statistik, Band 24, S. 81–119, 1875.
- Zur Methodologie der Staats- und Sozialwissenschaften, in: Jahrbuch für Gesetzgebung, Verwaltung und Volkswirtschaft im Deutschen Reich, 1988, S. 239–258.
- Die Schriften von K. Menger und W. Dilthey zur Methodologie der Staats- und Sozialwissenschaften. In: Gustav Schmoller (Hrsg.): Zur Litteraturgeschichte der Staats- und Sozialwissenschaften. Duncker & Humblot, Leipzig, 1888, S. 275–304.
- Anmerkungen, in: Die Volkswirtschaft, die Volkswirtschaftslehre und ihre Methode (1893), Sozialökonomische Texte, hrsg. Von August Skalweit. Verlag Vittorio Klostermann, Frankfurt am Main, 1949, S. 74–105
- Wechselnde Theorien und feststehende Wahrheiten im Gebiete der Staats- und Socialwissenschaften und die heutige deutsche Volkswirtschaftslehre. Rektoratsrede, in: Schmollers Jahrbuch, Vol. 138, (3–4), S. 1–22, 1897.
- Über Organe für Einigung u. Schiedssprüche in Arbeitsstreitigkeiten, in: Sitzungsberichte der Königlich Preussischen Akademie der Wissenschaften zu Berlin. Berlin: Verlag der Königlichen Akademie der Wissenschaften, S. 73ff., 1903.

## Ehrungen
Unvollständige Liste
- Wirkl. Geh. Rat

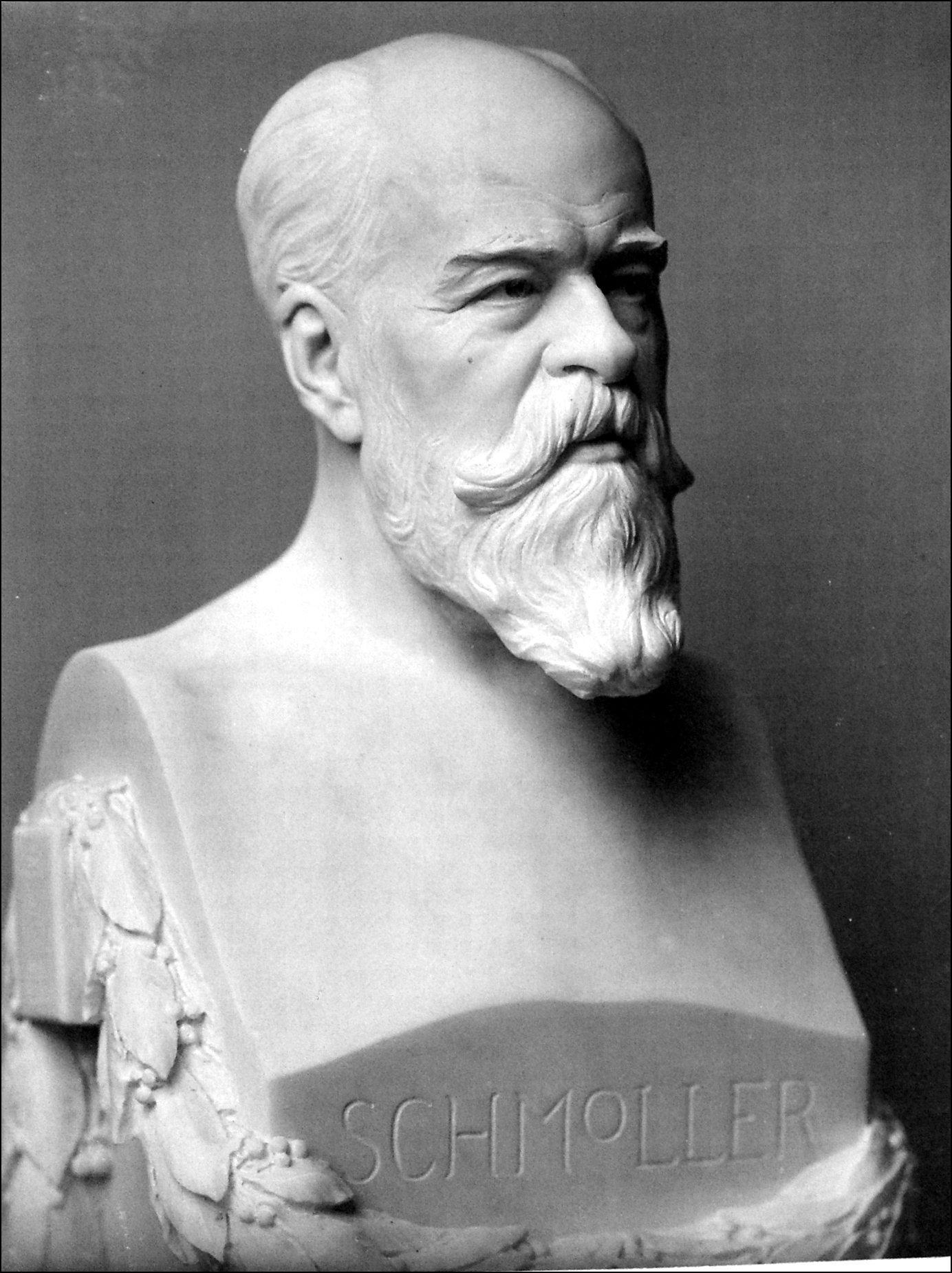
Schmollers Büste (Wilhelm Wandschneider, 1907)

- Nobilitierung durch Wilhelm II. (Deutsches Reich) als König von Preußen
- Mitglied des Ordens Pour le Mérite 1899[65]
- Büste von Bildhauer Wilhelm Wandschneider zum 70. Geburtstag Schmollers (erhalten in der Humboldt-Universität Berlin)
- Sein Grab ist seit 1956 Ehrengrab der Stadt Berlin gewidmet.
- Benennung einer Straße am Südbahnhof in Heilbronn (Schmollerstraße)
- Gustav-von-Schmoller-Schule Heilbronn
- Benennung einer Straße und eines Stadtplatzes im Nordwesten des Berliner Ortsteils Alt-Treptow im Bezirk Treptow-Köpenick (Schmollerplatz)[66]